# Aubencheul-aux-Bois
Aubencheul-aux-Bois – miejscowość i gmina we Francji, w regionie Hauts-de-France, w departamencie Aisne.
Według danych na styczeń 2014 roku gminę zamieszkiwało 312 osób, a gęstość zaludnienia wynosiła 147,2 osób/km².